# Zátoka císařovny Augusty

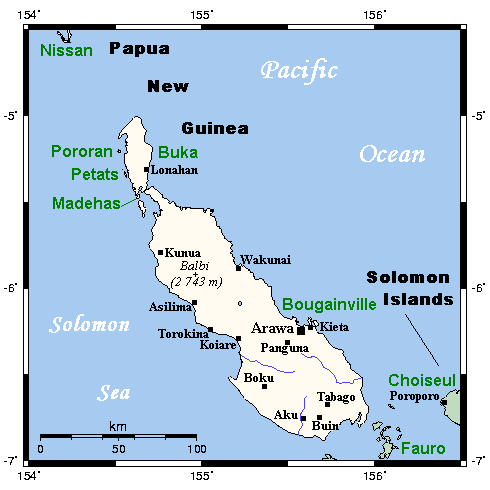
Zátoka císařovny Augusty je velká zátoka na západním pobřeží ostrova

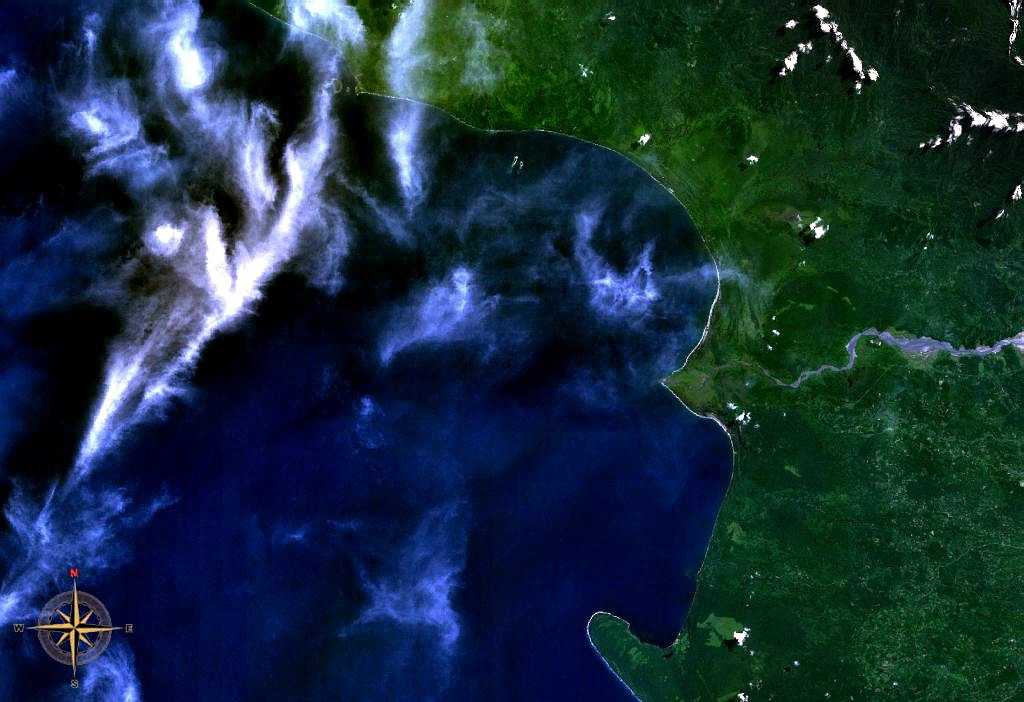
Zátoka císařovny Augusty na satelitním snímku

Zátoka císařovny Augusty je velká zátoka na západní straně ostrova Bougainville v Papuy Nové Guineji. Místní obyvatelé jsou závislí na lovu ryb ve vodách zátoky. Pojmenována byla podle manželky posledního německého císaře Viléma II. Augusty Viktorie Šlesvicko-Holštýnské.
V listopadu 1943 se zde odehrála bitva mezi námořními silami Japonska a Spojených států známá jako bitva v zátoce císařovny Augusty. Do zátoky ústí řeka Jaba, pramenící v pohoří Crown Prince Range. Během 70. a 80. let 20. století byla zátoka silně znečištěna odpadem z dolu Panguna, jednoho z největších měděných dolů na světě, který provozovala společnost Rio Tinto. Tento problém přispěl ke vzniku separatistické Bougainvillské revoluční armády a k občanské válce na ostrově mezi roky 1989 a 1997.